# Abby Sciuto
Abby Sciuto é um personagem fictício de NCIS (CBS), interpretado por Pauley Perrette (e Brighton Sharbino em flashbacks).
Cientista forense com experiência em balística, análise digital, forense e DNA. Seu interesse pela medicina forense vinha de morar perto de um pátio de demolição e ficar intrigado com a causa/efeito dos restos mortais.

## Episódios
Como Jethro Gibbs, Anthony DiNozzo e Dr. Donald Mallard, o primeiro capítulo de Abby foi "Ice King" e "Meltdown" na série JAG (spin-off). Até maio de 2018, ele apareceu em cada episódio do NCIS, além de aparecer nos spin-offs do NCIS: Los Angeles (dois capítulos) e NCIS: New Orleans (dois capítulos). O que fez de Perrette uma das atrizes de televisão mais populares no horário nobre do público americano. em 2011, de acordo com Q Score.
Antes do papel, Pauley era uma atriz pouco conhecida ou pouco conhecida, e só desempenhou papéis curtos. Em 2003, ele fez o teste para o personagem (embora agora ele não se lembre de como foi).

## Personalidade
Com o objetivo de criar seu personagem e seu objetivo, Don Bellisario queria levar uma pessoa de estilo alternativo com tatuagens e fazê-lo feliz, totalmente bem-sucedido. Todo o roteiro dizia sobre ela: cabelos pretos, cafeína e pronto.

## Infância E Família
Ele teve uma infância feliz e normal, sendo adotado por um casal surdo (Gloria), (então ele gosta de música alta).
Seu irmão mais novo (adotado), Luca Sciuto (Tyler Ritter), aparece pela primeira vez na 10ª temporada em um flashback.
Ele também mencionou que tem uma sobrinha e que sua avó era uma nadadora olímpica que ganhou uma medalha de prata.
Ela mencionou vários tios, incluindo um chamado Teddy, dono de um bar, um chamado Horace, a quem ele se referia como Horace "o Haggler" durante um episódio, e outro chamado Larry, que aparentemente usava meias até o joelho. Seus dois pais adotivos morreram (aparentemente quando eram crianças), embora nunca mencionem quando.
No capítulo "Enemy on the Hill" Na nona temporada, foi revelado que Abby tem outro irmão; Kyle Davis (Daniel Louis Rivas), que é seu irmão biológico, pois é revelado que Abby foi adotada.

## Tatuajes
A maioria das tatuagens são reais da atriz, sendo a teia de aranha no pescoço e a cruz nas costas as únicas feitas para o personagem. (Embora ela não gostasse de ser posta neles. Dizendo:
 referindo-se à aranha no pescoço).

## Música
Também mostra que ela gosta de assistir a shows de música, mas sua falta de tampões nos deixou com uma perda auditiva temporária no dia seguinte, forçando-a a pedir ajuda a DiNozzo na análise de alguns testes de áudio.